# Diocesi di Northampton
La diocesi di Northampton (in latino Dioecesis Northantoniensis) è una sede della Chiesa cattolica in Inghilterra suffraganea dell'arcidiocesi di Westminster. Nel 2023 contava 180.560 battezzati su 2.218.590 abitanti. È retta dal vescovo David James Oakley.

## Territorio
La diocesi comprende le attuali contee inglese di Northamptonshire e Bedfordshire nonché la contea tradizionale di Buckinghamshire.
Sede vescovile è la città di Northampton, dove si trova la cattedrale di Nostra Signora e di San Tommaso.
Il territorio si estende su 3.419 km² ed è suddiviso in 70 parrocchie.

## Storia
Il vicariato apostolico del Distretto orientale fu eretto il 3 luglio 1840 con il breve Muneris apostolici di papa Gregorio XVI, ricavandone il territorio dal vicariato apostolico del Distretto delle Midlands (oggi arcidiocesi di Birmingham).
La sede del vicario apostolico era la città di Northampton. Il distretto di estendeva sulle contee di Lincolnshire, Rutland, Huntington, Northamptonshire, Cambridgeshire, Norfolk, Suffolk, Bedfordshire e Buckinghamshire.
Il 29 settembre 1850 papa Pio IX con il breve Universalis Ecclesiae restaurò in Inghilterra la gerarchia cattolica: il vicariato apostolico è stato allora elevato a diocesi e ha assunto il nome attuale. Una porzione dell'antico vicariato apostolico fu unito alla nuova diocesi di Nottingham.
Il 13 marzo 1976 ha ceduto parte del suo territorio a vantaggio dell'erezione della diocesi di East Anglia.

## Cronotassi dei vescovi
Si omettono i periodi di sede vacante non superiori ai 2 anni o non storicamente accertati.
- William Wareing † (5 giugno 1840 - 21 dicembre 1858 dimesso[2])
- Francis Kerril Amherst † (14 maggio 1858 - 16 ottobre 1879 dimesso[3])
- Arthur George Riddell † (27 aprile 1880 - 15 settembre 1907 deceduto)
- Frederick William Keating † (5 febbraio 1908 - 13 giugno 1921 nominato arcivescovo di Liverpool)
- Dudley Charles Cary-Elwes † (21 novembre 1921 - 1º maggio 1932 deceduto)
- Laurence William Youens † (16 giugno 1933 - 14 novembre 1939 deceduto)
- Thomas Leo Parker † (14 dicembre 1940 - 17 gennaio 1967 dimesso[4])
- Charles Alexander Grant † (14 marzo 1967 - 16 febbraio 1982 ritirato)
- Francis Gerard Thomas † (27 agosto 1982 - 25 dicembre 1988 deceduto)
- Patrick Leo McCartie † (20 febbraio 1990 - 29 marzo 2001 ritirato)
- Kevin John Patrick McDonald (29 marzo 2001 - 6 novembre 2003 nominato arcivescovo di Southwark)
- Peter John Haworth Doyle (24 maggio 2005 - 8 gennaio 2020 ritirato)
- David James Oakley, dall'8 gennaio 2020

## Statistiche
La diocesi nel 2023 su una popolazione di 2.218.590 persone contava 180.560 battezzati, corrispondenti all'8,1% del totale.
| anno | popolazione | popolazione | popolazione | presbiteri | presbiteri | presbiteri | presbiteri                | diaconi | religiosi | religiosi | parrocchie |
| anno | battezzati  | totale      | %           | numero     | secolari   | regolari   | battezzati per presbitero | diaconi | uomini    | donne     | parrocchie |
| ---- | ----------- | ----------- | ----------- | ---------- | ---------- | ---------- | ------------------------- | ------- | --------- | --------- | ---------- |
| 1950 | 59.252      | 2.033.185   | 2,9         | 184        | 116        | 68         | 322                       |         | 147       | 563       | 79         |
| 1969 | 175.422     | 3.000.000   | 5,8         | 269        | 162        | 107        | 652                       |         | 147       | 722       | 111        |
| 1980 | 136.600     | 1.597.500   | 8,6         | 158        | 96         | 62         | 864                       | 8       | 64        | 322       | 65         |
| 1990 | 159.185     | 1.829.000   | 8,7         | 128        | 86         | 42         | 1.243                     | 17      | 44        | 250       | 75         |
| 1999 | 170.737     | 1.800.000   | 9,5         | 126        | 91         | 35         | 1.355                     | 17      | 37        | 202       | 74         |
| 2000 | 171.737     | 1.800.000   | 9,5         | 113        | 87         | 26         | 1.519                     | 21      | 28        | 196       | 75         |
| 2001 | 173.215     | 1.800.000   | 9,6         | 111        | 85         | 26         | 1.560                     | 23      | 30        | 192       | 75         |
| 2002 | 174.740     | 1.800.000   | 9,7         | 114        | 87         | 27         | 1.532                     | 24      | 34        | 188       | 75         |
| 2003 | 172.594     | 2.000.769   | 8,6         | 115        | 90         | 25         | 1.500                     | 27      | 32        | 190       | 69         |
| 2004 | 173.539     | 2.000.769   | 8,7         | 127        | 92         | 35         | 1.366                     | 25      | 44        | 180       | 68         |
| 2013 | 182.500     | 2.089.307   | 8,7         | 108        | 78         | 30         | 1.689                     | 39      | 31        | 139       | 70         |
| 2016 | 176.626     | 2.133.542   | 8,3         | 116        | 87         | 29         | 1.522                     | 41      | 30        | 115       | 71         |
| 2019 | 177.136     | 2.176.506   | 8,1         | 105        | 79         | 26         | 1.687                     | 43      | 27        | 101       | 72         |
| 2021 | 179.232     | 2.202.264   | 8,1         | 103        | 80         | 23         | 1.740                     | 40      | 24        | 99        | 72         |
| 2023 | 180.560     | 2.218.590   | 8,1         | 103        | 76         | 27         | 1.753                     | 42      | 27        | 98        | 70         |